# The Piper's Price
The Piper's Price es una película muda estadounidense de 1917, del género drama, dirigida por Joe De Grasse y protagonizada por Lon Chaney. Fue el primero de una serie de filmes, coprotagonizados por William Stowell y Dorothy Phillips. El guion de Ida May Park se basó en un relato corto escrito por la señora Wilson Woodrow, prima política (por matrimonio) del presidente Woodrow Wilson.

## Argumento
Ralph Hadley se casa con Amy en un segundo matrimonio, pero casi de inmediato reanuda una relación con su primera esposa, Jessica. Cuando Amy queda embarazada, al darse cuenta de que su esposo la está descuidando por Jessica, decide apelar a la mujer para que deje a Ralph. Jessica, comprendiendo que ya no tiene derecho a entrometerse, termina el romance con su exmarido y después de casarse con un antiguo admirador, Billy Kilmartin, se niega a volver a verle nuevamente. Con el corazón roto, Ralph piensa en el suicidio. El médico de su esposa lo devuelve a la realidad al anunciarle el nacimiento del bebé y que ha sido padre. Eufórico y feliz, se reconcilia con Amy.

## Elenco
- Dorothy Phillips[2] - Amy Hadley
- Maude George (como Maud George) - Jessica Hadley
- Lon Chaney - Billy Kilmartin
- Claire Du Brey - sirvienta de Jessica
- William Stowell - Ralph Hadley